# アナクサンドロス
アナクサンドロス（古希: Ἀνάξανδρος、古代ギリシア語ラテン翻字: Anaxandros、英: Anaxander、在位：紀元前640年 - 紀元前615年）はアギス朝のスパルタ王である。
アナクサンドロスは先王エウリュクラテスの子であり、エウリュクラティデスの父である。
アナクサンドロスは共同統治者のアナクシダモスと共に第二次メッセニア戦争を戦った。紀元前684年の猪塚の戦いでアナクサンドロスは反乱の指導者アリストメネス率いる軍と矛を交えた。この時アナクサンドロスは（おそらく右翼で）最強部隊の親衛隊を指揮していたが、アリストメネスの部隊に敗走させられ、他の部隊も総崩れになり、敗れた。その後、彼はスパルタ近郊にまで進出してきたアリストメネスを帰路で襲ったものの返り討ちに遭うなどアリストメネスには度々辛酸を舐めさせられたが、敵方のアリストクラテス2世を買収した紀元前682年の大掘割の戦いで勝利した。この戦いで決定的な勝利を得たスパルタはメッセニア人をヘイラ山への篭城まで追い込み、やがて戦争に勝利した。